# Brachyrhopala bicolor
Brachyrhopala bicolor är en tvåvingeart som beskrevs av Clements 2000. Brachyrhopala bicolor ingår i släktet Brachyrhopala och familjen rovflugor. Inga underarter finns listade i Catalogue of Life. Artens utbredningsområde finns i Queensland i Australien.